# Dragon Ball Z: Tobikkiri no Saikyō tai Saikyō
Dragon Ball Z: Cooler phục thù (ドラゴンボールZ とびっきりの最強対最強 Doragon Bōru Zetto Tobikkiri no Saikyō tai Saikyō) là bộ phim hoạt hình Dragon Ball Z thứ 5. Được sản xuất tại Nhật Bản vào ngày 21 tháng 7 năm 1991 và tại Hoa Kỳ ngày 22 tháng 1 năm 2002.

## Tổng quan
Cooler chính là anh trai của Frieza, hắn ta đã xâm chiếm Trái Đất trả thù cho em trai mình. Vậy là Goku, Gohan và các bạn của họ phải đánh bại Cooler để giữ hòa bình cho trái Đất

## Lồng tiếng
| Nhân vật     | Lồng tiếng (Tiếng Nhật) | Lồng tiếng (Tiếng Anh) |
| ------------ | ----------------------- | ---------------------- |
| Goku         | Nozawa Masako           | Sean Schemmel          |
| Gohan        | Nozawa Masako           | Stephanie Nadolny      |
| Piccolo      | Furukawa Toshio         | Christopher Sabat      |
| Krillin      | Tanaka Mayumi           | Sonny Strait           |
| Oolong       | Tatsuta Naoki           | Bradford Jackson       |
| Chi-Chi      | Watanabe Naoko          | Cynthia Cranz          |
| Master Roshi | Miyauchi Kohei          | Mike McFarland         |
| Karin        | Nagai Ichiro            | Christopher Sabat      |
| Yajirobe     | Tanaka Mayumi           | Mike McFarland         |
| Cooler       | Nakao Ryusei            | Andrew Chandler        |
| Salza        | Hayami Sho              | Michael Marco          |
| Neiz         | Hirano Masato           | Bill Townsley          |
| Doure        | Satõ Masaharu           | Mike McFarland         |
| Frieza       | Nakao Ryusei            | Linda Young            |
| Bardock      | Nozawa Masako           | Sonny Strait           |
| Icarus       | Tatsuta Naoki           | Christopher Sabat      |
| Narrator     | Yanami Joji             | Kyle Hebert            |

## Âm nhạc
- Opening Song
  1. "CHA-LA HEAD-CHA-LA"
    - Lời: Mori Yukinojō, Nhạc: Kiyoka Chiho, Arrangement: Yamamoto Kenji, Thể hiện: Kageyama Hironobu
      - Lời bài hát
- Ending Song
  1. とびっきりの最強対最強 (Tobikkiri no Saikyō tai Saikyō! The Incredible Mightiest vs. Mightiest?)
    - Lời: Satō Masaru, Nhạc: Kiyoka Chiho, Arrangement: Yamamoto Kenji, Thể hiện: Kageyama Hironobu & Ammy
      - Lời bài hát